# Puig Cornador (Sant Ferriol)
El Puig Cornador és una muntanya de 451 metres que es troba al municipi de Sant Ferriol, a la comarca catalana de la Garrotxa. Al cim podem trobar-hi un vèrtex geodèsic (referència 301087001).